# Pont Vell de Vouga
El monumental pont de l'antiga vila de Vouga, hui també conegut com pont vell del riu de Vouga, es troba a la freguesia de Lamas de Vouga, municipi d'Águeda, districte d'Aveiro, aPortugal.

## Història
Situat damunt el riu Vouga, aquest pont es construí en el segle XIII, junt a la històrica vila de Vouga. Tenia llavors 10 arcs / 150 m. El pont formava part de la carretera Coimbrã, que connectava la ciutat de Porto i el nord-oest de Portugal amb Coïmbra, i seguia de prop la vella via romana.
Les riuades i el progressiu rebliment del riu obligaren a successives reconstruccions del pont.
Se sap que va sofrir una intervenció a mitjan segle xvi, quan regnava Joan III, però no se sap en què consistí.
El 1594, un italià, Giovanni Battista Confalonieri, secretari del patriarca de Jerusalem, passant per allí en peregrinació a Santiago, remarcà que el pont de Vouga era tan llarg com el de Sant’Angelo, a Roma (un dels famosos ponts romans sobre el Tíber).
El 1708, el pont ja estava tan ensorrat que, en temps de revinguda, es passava el riu amb barca. Al voltant del 1713, Joan V construí un nou pont damunt dels pilars i arcs del pont medieval. El nou pont tenia aleshores 15 arcs.
El 1773, els primers dos arcs del costat sud, que serien arcs petits, estaven en ruïnes. El 1773-1776, es passava el riu amb barca. El 1785-1789, hi havia passadissos de fusta. El 1791, Maria I va manar restaurar el pont. Els dos arcs en ruïnes es transformaren en tres nous arcs, dos dels quals són els més grans del pont actual. El pont tenia llavors 16 arcs i prop de 225 m.
El 1930-1932, s'hi col·locà un nou paviment, més ample, en formigó armat.
Malgrat les intervencions del segle xviii, subsisteix una bona part de les estructures del pont medieval. A més a més, molts carreus i dovelles del pont medieval, amb les característiques marques dels picapedrers medievals, es reutilitzaren en el pont construït per Joan V.
Al contrari del que de vegades apareix escrit, aquest pont encara no ha estat classificat.

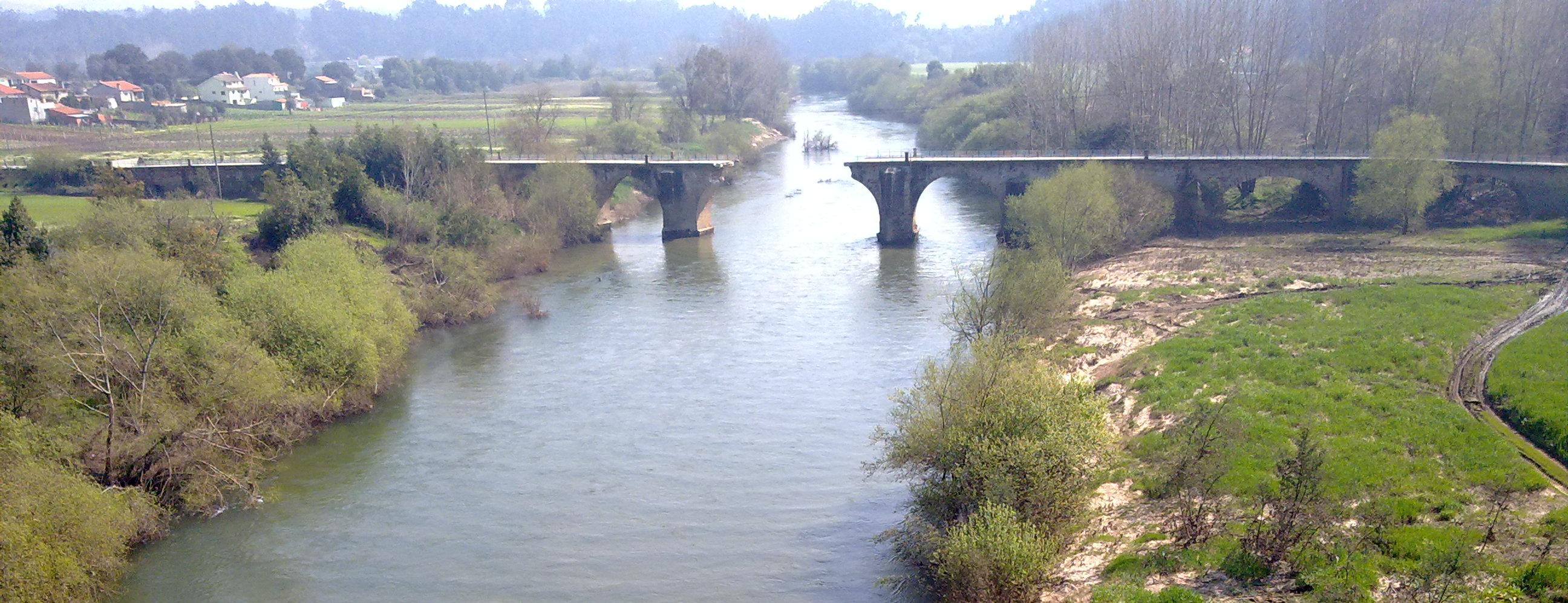
Vista general del pont vell de Vouga després de la caiguda dels dos arcs centrals

## Cronologia d'un abandó
Durant la construcció d'un nou pont, el pont antic restà sense manteniment i es va deteriorar ràpidament:
- 1996 - el pont vell de Vouga passa a la responsabilitat de la Cambra Municipal d'Águeda.
- 2001 - la caiguda del pont d'Entre-os-Rios espanta la Cambra Municipal d'Águeda, que decideix ordenar una inspecció al pont vell de Vouga; s'hi identifiquen problemes en l'estructura.
- 2008-2009 - el pont té un pilar molt degradat i un abatiment del tauler. Alcides de Jesus, president de la Junta de Lamas de Vouga, alerta sobre l'estat del pont.
- 2010 - La Cambra Municipal d'Águeda demana una nova inspecció del pont, segons la qual el pont s'hauria de tancar i la rehabilitació costaria més de 2 milions d'euros.
- 2011, maig - el pont queda tancat.
- 2011, setembre - Alcides de Jesus torna a cridar l'atenció per l'estat del pont.
- 2011, 11 de novembre - per falta de manteniment, el 7é pilar i els dos arcs centrals del pont cedeixen a la força de les aigües.[2]
- 2011, 14 de novembre - CMA informa que realitzarà un estudi amb vista a la demolició del pont.
- 2011, novembre-desembre - s'aixeca una protesta en defensa del pont.[3][4][5][6][7]
- 2012 - s'emporten els enderrocs del pilar ruïnós i salven la inscripció sobre l'obra de Joan V, danyada per l'ensorrament del pilar.
- 2012, novembre - en l'Assemblea Municipal, el diputat José Manuel Gomes de Oliveira qüestiona: "Si van tancar [el pont] és perquè no estava en condicions. Per què no l'intervingueren immediatament?" i conclou: "Una petita obra i no cauria el pont, però no la feren!"
- 2013-2021 - successives preses de posició en defensa del pont, en els òrgans municipals, i en la comunicació social, sense cap resultat.